# Fredrik Olsson (fotbollsspelare född 1982)
Bror Fredrik Olsson, född 13 maj 1982 i Östersund, är en svensk före detta fotbollsspelare (mittfältare).
Olssons moderklubb är Ås IF. Han spelade därefter för IFK Östersund och Östersunds FK. Han lämnade Östersunds FK inför seriestarten av division 1 för IK Sirius år 2006, bland annat på grund av studiemöjligheterna i Uppsala. Därmed var han med och tog Sirius till Superettan. Han spelade sin 100:e match för Sirius mot Åtvidaberg 11 oktober 2009.
Inför säsongen 2011 återvände Olsson till Östersund där han spelade en säsong innan han beslutade att lämna fotbollen och satsa på sin civila karriär.